# Михаловський Олександр Костянтинович
Олекса́ндр Костянти́нович Михало́вський, власне Александер Міхаловський (пол. Aleksander Michałowski; 5 (17) травня 1851, Кам'янець-Подільський — 17 жовтня 1938, Варшава) — польський піаніст, композитор, педагог.

## Біографічні відомості
У 1867—1869 роках навчався в Лейпцизькій консерваторії в Ігнаца Мошелеса та Теодора Кокціуса (фортепіано), а також у Карла Райнеке (композиція). Там же 1868 року дебютував як піаніст, виконавши концерт Шопена. Музика Шопена і надалі була в центрі виконавської діяльності Михаловського. Потім близько року навчався в Берліні в Карла Таузіга, після чого остаточно облаштувався у Варшаві.
У 1891—1917 роках Михаловський був професором Варшавської консерваторії. Серед учнів Володимир Софроницький , Ванда Ландовська.